# Parksdale (Kalifornija)
Parksdale je naseljeno područje za statističke svrhe u američkoj saveznoj državi Kalifornija. Prema popisu stanovništva iz 2010. u njemu je živjelo 2.621 stanovnika.